# Arc (navegador)
Arc es un navegador web gratuito desarrollado por The Browser Company, una nueva empresa fundada por Josh Miller y Hursh Agrawal. Fue lanzado el 19 de abril de 2022 para macOS después de haber sido sometido a una prueba beta cerrada. Actualmente, Arc está disponible para su uso en Windows, macOS, iOS, y Android .
Arc tiene como objetivo actuar como un sistema operativo para la web e intenta integrar, mediante el uso de una barra lateral, la navegación web con aplicaciones y funciones integradas. Estas incluyen un bloc de notas virtual y "boosts", una función que permite rediseñar cosméticamente un sitio web de manera similar a las extensiones del navegador. A diferencia de casi todos los demás navegadores, usa pestañas verticales (que se pueden encontrar en una barra lateral). Esta contiene toda la funcionalidad del navegador además de la ventana de navegación. Está basado en Chromium y está escrito en Swift. Es compatible con las extensiones de Chrome, así como con el uso de la Búsqueda de Google de forma predeterminada.

## Diseño
Está diseñado para ser personalizable y permite a los usuarios cambiar estéticamente la forma en que ven sitios web específicos. El color se usa en Arc para permitir que el usuario personalice su experiencia de navegación. Una de las primeras cosas que suceden durante el proceso de instalación de Arc es elegir un color para el navegador (ya sea un color estático o un degradado de color). El equipo de diseño pensó que se podría usar una especie de malla virtual en Arc para atraer la atención del usuario al navegador, no solo a las páginas que se ven a través de él.

### Características
Usa una barra lateral para almacenar todas las partes del navegador, incluida la barra de direcciones, la lista de pestañas y los marcadores, además de la ventana de visualización. La barra lateral también contiene controles para la reproducción de audio, a los que se puede acceder sin usar la pestaña que reproduce el audio. Esta funcionalidad también funciona con software de videollamadas, como Google Meet.
La barra de búsqueda tiene una funcionalidad similar a la función Spotlight de Apple. Se puede usar para buscar sitios web y URL de forma normal, además de poder anclar pestañas, duplicar pestañas y acceder al historial del navegador. Mientras navega, usa un bloqueador de anuncios incorporado y no usa cookies ni comparte datos de búsqueda.
Las pestañas se pueden colocar en "espacios" que las organizan en áreas separadas y se les pueden asignar diferentes temas y perfiles de navegador. Las pestañas en los espacios se pueden colocar en una vista de pantalla dividida con cuatro pestañas por ventana. Se pueden anclar, lo que las coloca en un área etiquetada en la barra lateral. Las pestañas no fijadas desaparecen después de un período de tiempo (que se puede cambiar o desactivar en la configuración) pero se pueden recuperar en la sección "pestañas archivadas" de Arc. Las pestañas también se pueden renombrar.
Arc incluye varias aplicaciones integradas, incluida una función de "easel", que se puede utilizar para recopilar URL y capturas de pantalla de páginas web. También hay una función de bloc de notas, a la que se puede acceder desde la barra de búsqueda. Además de las aplicaciones integradas, tiene integración con otras aplicaciones web, como Gmail y Google Calendar.
Arc permite a los usuarios personalizar la forma en que ven los sitios web utilizando su función de "boosts". Agregado originalmente en julio de 2022, actúa de manera similar a las extensiones del navegador, pero permiten al usuario personalizar completamente su experiencia usando CSS, HTML y JavaScript. Una actualización 2.0 en 2023 agregó una interfaz simplificada que permite al usuario cambiar los colores del sitio web, cambiar las fuentes y eliminar secciones usando el control "zap".

## Plataformas

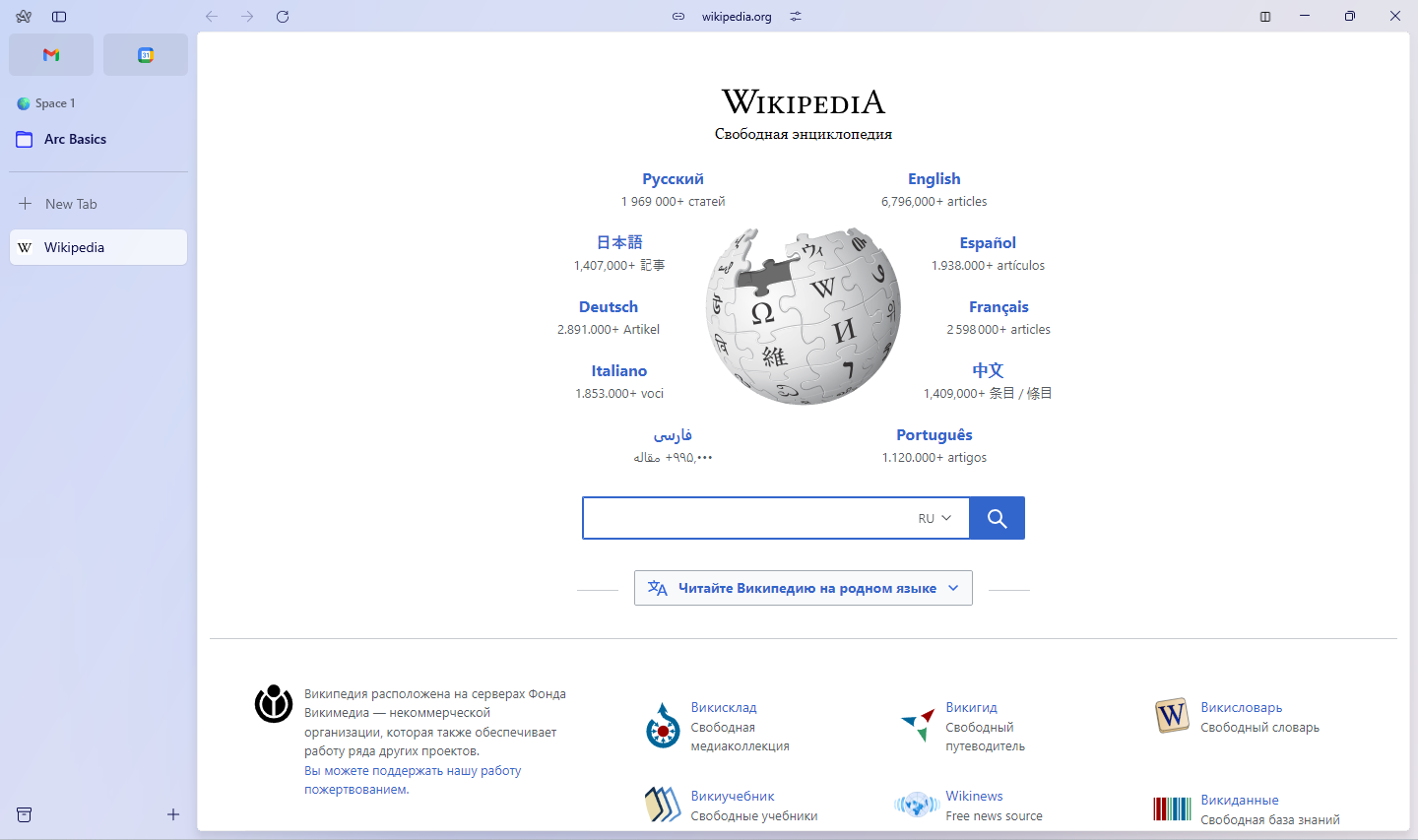
Captura de pantalla del navegador web Arc, lanzado en el sistema operativo Windows.

Arc está disponible para Windows y macOS (en chips Intel y Apple Silicon, usando binario universal ). El 30 de marzo de 2023 se lanzó una aplicación complementaria simplificada con solo la funcionalidad de la barra lateral para iOS. Y este 1 de mayo de 2024 se lanzó oficialmente para Windows 11, aunque sigue estando en desarrollo. En agosto de 2024 ya se soporta Windows 10.